# Helen Winkelmann

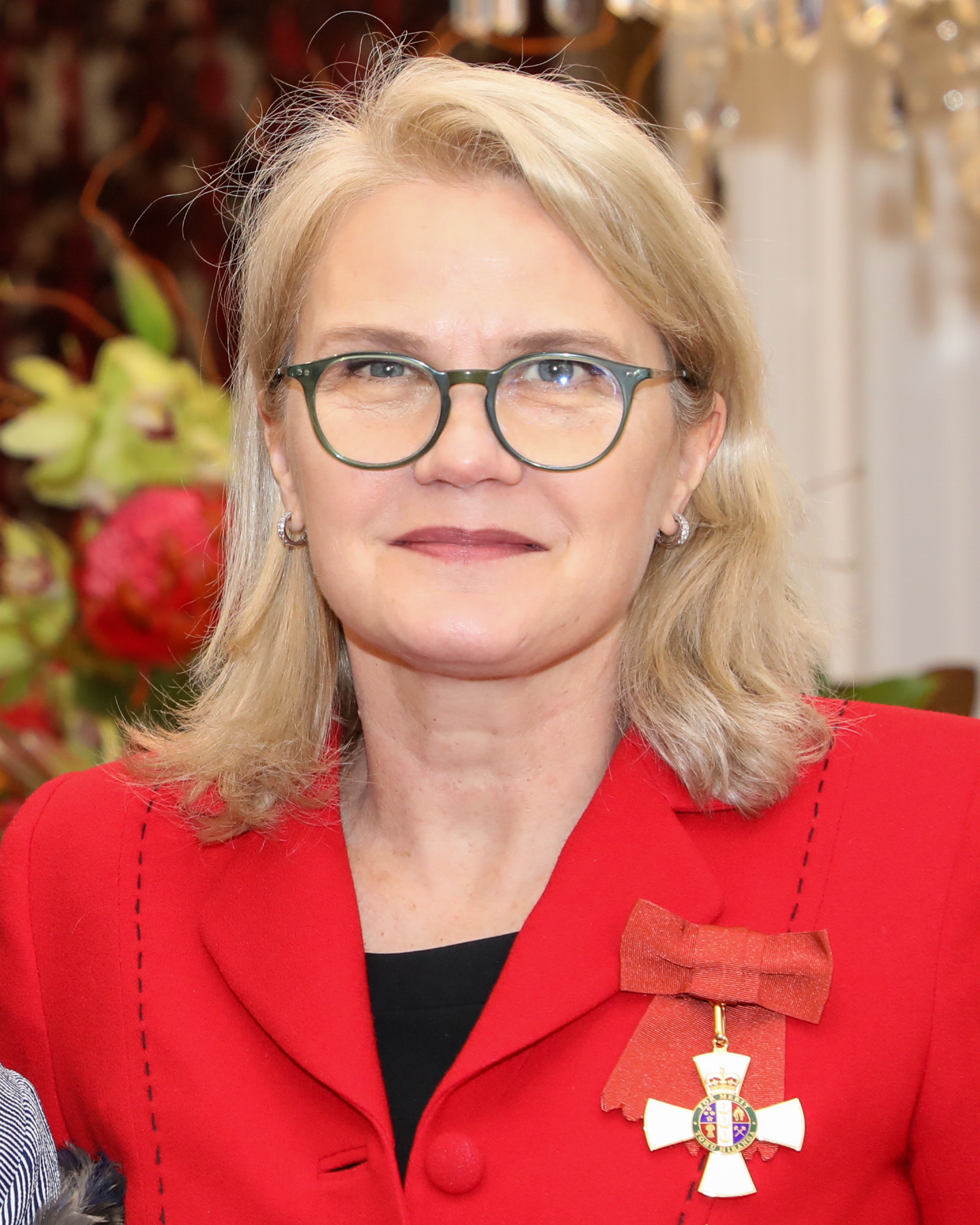
Helen Winkelmann (2022)

Dame Helen Diana Winkelmann GNZM (* 1962) ist eine neuseeländische Juristin. Seit 2019 ist sie Präsidentin des Supreme Courts und damit die 13. Oberste Richterin Neuseelands.

## Leben und Wirken
Winkelmann studierte Rechtswissenschaften an der University of Auckland. Nach ihrem Studienabschluss wurde sie 1985 zur neuseeländischen Anwaltschaft zugelassen und trat in die damals unter dem Namen Nicholson Gribbin firmierende weltweit tätige Anwaltskanzlei DLA Piper ein. Dort wurde sie 1988 zur ersten weiblichen Partnerin und einer der jüngsten der Kanzleigeschichte ernannt. Sie blieb bis 2001 in der Kanzlei und betätigte sich anschließend als Barrister mit den Schwerpunkten Insolvenz-, Handels- und Medizindisziplinarrecht. 2004 wurde sie zur Richterin am High Court ernannt, dessen Präsidentin sie 2010 wurde. Hier entschied sie unter anderem, dass  die Durchsuchungs- und Beschlagnahmebeschlüsse gegen Kim Dotcom zu unbestimmt und damit rechtswidrig waren. 2015 wechselte sie an den Court of Appeal, bevor sie 2018 schließlich zur Richterin am Supreme Court ernannt wurde. Dort wurde sie am 14. März 2019 zu dessen Präsidentin gewählt und wurde damit zum 13. Chief Justice von Neuseeland. Ihre Schwerpunkte setzt sie hier auf den vereinfachten Zugang zur Justiz und in der Stärkung der Resilienz der Rechtsprechungsorgane. Als Präsidentin des High Court hatte sie zudem Reformen zur Bekennung zur Geschichte Neuseelands initiiert. So beginnen und enden seit ihrer Amtszeit Verhandlungen vor dem High Court in englischer und maorischer Sprache. 2019 wurde Winkelmann als Dame Grand Companion in den New Zealand Order of Merit aufgenommen.